# توميسلافغراد
توميسلافغراد (بالإنجليزية: Tomislavgrad)‏ هي مدينة في كانتون 10 في البوسنة والهرسك.
يبلغ عدد سكانها حوالي 33٬032 نسمة.

## أعلام
- أنتي ماشيتش